# Alan Rodríguez (calciatore uruguaiano)
Alan Jesús Rodríguez Guaglianoni (Canelones, 25 gennaio 2000) è un calciatore uruguaiano, centrocampista dell'Argentinos Juniors.

## Caratteristiche tecniche
È un centrocampista centrale.

## Carriera
Cresciuto nel settore giovanile del Defensor Sporting, ha esordito in prima squadra il 17 febbraio 2019 disputando l'incontro di campionato perso 1-0 contro il Peñarol.